# Nicola Roberts-diszkográfia
Nicola Roberts brit énekesnő diszkográfiája egy stúdióalbumból. illetve három kislemezből és videóklipből áll.
2011-ben jelentették be, hogy ugyanebben az évben megjelenik Roberts debütáló albuma, a Cinderella’s Eyes. Debütáló kislemeze, a Beat of My Drum elismeréseket szerzett, ennek ellenére nem ért el jelentős sikereket. A Lucky Day úgyszintén pozitív visszajelzéseket kapott, ennek ellenére a brit kislemezlista 40. helyezésénél nem jutott tovább. Utóbbi megjelenését követően jelent meg a debütáló lemez, melyet az énekesnő Girls Aloud tagjaként átélt események ihlették. Olyan producerek dolgoztak a korongon, mint Dragonette, Diplo és Joseph Mount. Az Egyesült Királyságban a 17. helyezést érte el az album. A harmadik kislemez a Yo-Yo lesz, mely 2012. január 2-án jelenik meg.

## Albumok
| Cím               | Év                                                                                          | Legmagasabb helyezés | Legmagasabb helyezés | Legmagasabb helyezés |
| Cím               | Év                                                                                          | UK                   | IRE                  | SCO                  |
| ----------------- | ------------------------------------------------------------------------------------------- | -------------------- | -------------------- | -------------------- |
| Cinderella’s Eyes | - Megjelent: 2011. szeptember 26. - Kiadó: A&M Records - Formátumok: CD, digitális letöltés | 17                   | 48                   | 21                   |

## Kislemezek
| 2011                                                        | Beat of My Drum | 27  | 37 | 26 | Cinderella’s Eyes |
| 2011                                                        | Lucky Day       | 40  | —  | 40 | Cinderella’s Eyes |
| 2012                                                        | Yo-Yo           | 111 | —  | —  | Cinderella’s Eyes |
| "—" nem szerepelt listán, vagy nem jelent meg az országban. |                 |     |    |    |                   |

## Videóklipek
| Év   | Dal             | Rendező       |
| ---- | --------------- | ------------- |
| 2011 | Beat of My Drum | Wendy Morgan  |
| 2011 | Lucky Day       | Stephen Agnes |
| 2011 | Yo-Yo           | Stitch That   |
| 2011 | I               | Stitch That   |
| 2011 | Sticks + Stones | Stitch That   |

## Fordítás
- Ez a szócikk részben vagy egészben  a   Nicola Roberts discography című angol Wikipédia-szócikk fordításán alapul.  Az eredeti cikk szerkesztőit annak laptörténete sorolja fel. Ez a jelzés csupán a megfogalmazás eredetét és a szerzői jogokat jelzi, nem szolgál a cikkben szereplő információk forrásmegjelöléseként.